# 곤지암 나들목
곤지암 나들목(Gonjiam IC)은 경기도 광주시 곤지암읍 삼리에 설치된 중부고속도로의 39번 교차로이다. 곤지암읍, 초월읍, 도척면, 광주시내 및 이천시 신둔면 등지로 진출할 수 있다. 인근에 경강선 곤지암역과 초월역, 곤지암리조트가 있다.

## 연혁
- 1987년 12월 3일 : 중부고속도로 남이 ~ 하일구간 개통에 따라 영업 개시[1]
- 1992년 6월 9일 : 나들목 요금소 차선 확장을 위해 경기도 광주군 실촌면 삼리 200m 구간 도로구역 변경[2]
- 2001년 3월 9일 : 2002년 5월까지 나들목 요금소 차선 확장을 위해 경기도 광주군 실촌면 삼리 256m 구간 도로구역 변경[3]

## 구조물 정보
나들목 구조상 제2중부고속도로 하남방향 진입로가 설치되어 있으나, 유지관리용 진입로이기 때문에 고속도로 개량 공사 기간에 한해서만 일시적으로 개방하고 있다.
- 위치: 경기도 광주시 곤지암읍 삼리
- 영업소: 경기도 광주시 곤지암읍 경충대로 811-73
- 한국도로공사 경기광주지사: 경기도 광주시 곤지암읍 독고개길 15

## 접속하는 도로
- 경충대로 (국도 제3호선, 지방도 제325호선)

## 교통량 정보
| 요금소          | 통행량 (대/일) | 통행량 (대/일) | 통행량 (대/일) | 통행량 (대/일) | 통행량 (대/일) | 통행량 (대/일) | 통행량 (대/일) | 통행량 (대/일) | 통행량 (대/일) | 통행량 (대/일) | 각주  |
| 요금소          | 2001년         | 2002년         | 2003년         | 2004년         | 2005년         | 2006년         | 2007년         | 2008년         | 2009년         | 2010년         | 각주  |
| --------------- | -------------- | -------------- | -------------- | -------------- | -------------- | -------------- | -------------- | -------------- | -------------- | -------------- | ----- |
| 곤지암 (폐쇄식) | 11,654         | 11,137         | 12,048         | 12,471         | 13,096         | 13,594         | 14,410         | 14,360         | 14,773         | 15,253         | [ 4 ] |
| 요금소          | 2011년         | 2012년         | 2013년         | 2014년         | 2015년         | 2016년         | 2017년         | 2018년         | 2019년         |                | [ 4 ] |
| 곤지암 (폐쇄식) | 15,119         | 14,906         | 15,401         | 16,241         | 17,615         | 17,174         | 15,085         | 15,186         | 15,534         |                | [ 4 ] |